# Tuningen (Adelsgeschlecht)

Wappen der Gemeinde Tuningen basierend auf dem Wappen der Maier von Tuningen

Die Maier von Tuningen, ein im 13. Jahrhundert bezeugter Ortsadel, waren von Verwaltern des beträchtlichen hiesigen Grundbesitzes des Klosters St. Gallen in den Niederadel aufgestiegen, jedoch schon im 14. Jahrhundert von Tuningen abgewandert. Ihre Burg war württembergisches Lehen.

## Geschichte
Am Ende des 8. Jahrhunderts saßen in Tuningen die Maier, die den klösterlichen Besitz verwalteten und besondere Privilegien besaßen. Die Maier stiegen von Verwaltern in den Adel auf. Wie es für den Adel standesgemäß war, bauten sie in Tuningen unmittelbar neben dem Maierhof eine Burg. Diese Maierburg war in der Nähe des heutigen Kirchplatzes auf einer Anhöhe erbaut, die sich 10 Meter über dem Sieblegraben erhob. Heute ist davon allerdings nichts mehr zu sehen, es sollen jedoch Mauerreste zu Beginn des 19. Jahrhunderts gefunden worden sein. Einen Hinweis auf das Bestehen der Burg gibt noch der Flurname „Hinter der Burg“.

## Wappen
Die Gemeinde Tuningen übernahm das Wappen derer von Tuningen: In Silber (Weiß) ein angehackter schwarzer Schrägbalken, aus dem beiderseits je eine golden (gelb) besamte rote Rose mit grünen Kelchblättern an schwarzem Stiel wächst.